# Валле-д'Антрег-Аспержок
Валле-д'Антрег-Аспержок (фр. Vallées-d'Antraigues-Asperjoc) — муніципалітет у Франції, у регіоні Овернь-Рона-Альпи, департамент Ардеш. Валле-д'Антрег-Аспержок утворено 1 січня 2019 року шляхом злиття муніципалітетів Антрег-сюр-Волан i Аспержок. Адміністративним центром муніципалітету є Антрег-сюр-Волан. Населення — 858 осіб (01.01.2021).